# Vayvaylı, Yüreğir
Vayvaylı là một xã thuộc huyện Yüreğir, tỉnh Adana, Thổ Nhĩ Kỳ. Dân số thời điểm năm 2009 là 259 người.